# Россем Сем
Россем Сем (малайск. Rossem Sem); (8 марта 1948, с. Перингат, Кота-Бару, Келантан) — карикатурист Малайзии. Псевдоним. Настоящее имя — Росиди Семаил (малайск. Rosidi Semail). Среди друзей — Пак Ди.

## Краткая биография
В 1983 году окончил Институт графики в Куала-Лумпуре. Проявил способности к рисованию ещё в начальной школе. Впоследствии брал уроки рисования у келантанского художника Хуссейна Саада, изучал творчество других известных малайзийских карикатуристов, в частности, Лата и Реджабхада (с последним интенсивно переписывался и следовал его советам). Но чтобы зарабатывать на жизнь, в 1969 году поступил на службу в полевую жандармерию, не бросая, однако, занятия рисованием.

## Творчество
Первая работа, получившая общественное признание — постер для футбольного матча деревенской команды, первая опубликованная работа — портрет голливудского актёра Рока Хадсона в журнале «Пурнама» (Сингапур) в 1967 году. Его стали охотно печатать также такие популярные малайзийские журналы, как «Месра», «Фильм», «Панорама». Портретный шарж Моше Даяна (1965) послужил началом серии карикатур мировых политиков. Среди его известных работ того времени — серия комиксов «Констебль Джабит» и «Пенсионер Пак Дин», опубликованные на страницах центральной газеты «Утусан Малаю» (1978). С этого же время начал публиковать свои карикатуры в сатирическом журнале «Гила-Гила» в разделе «Всякая всячина» под псевдонимом Исидор.
После ухода на пенсию из полиции в 1993 году начал сотрудничать с газетой «Сан», где проработал до 2002 года. После этого стал штатным художником газеты «Хараках», которая является официальным органом оппозиционной Исламской партии. Публикует также свои карикатуры в газетах разной политической направленности «Минггуан Малейсия», «Сиасах», «Народный бюллетень». Многие карикатуры художника носят протестный характер — он с сочувствием относится к движению реформ, лидером которого является ныне находящийся в тюрьме оппозиционный политик Анвар Ибрагим.
Иллюстрировал книги келантанского поэта Лео АВС: «Песни лунного затмения», «Пролог для маленького поэта» и «Небо моего сада». Создал ряд произведений в стиле каллиграфии. С 1983 года начал участвовать в художественных выставках в стране и за рубежом, в том числе в 6 Азиатской выставке карикатуры (1996), которая ежегодно проводится Японским фондом. Работы художника экспонировались в Токио, Бангкоке, Джакарте, Сингапуре.
В 1998—2002 годы являлся вице-президентом Союза карикатуристов Селангора и Федеральной территории (Перкартун). 21 апреля 2014 года открыл «Музей-студию Россема» на своей родине в Перингкате.

## Награды
- Гран-при выставки, орнанизованной Министерством торговли и по делам потребителей Малайзии (1995).
- Лучший карикатурист выставки карикатур Национальной библиотеки Малайзии (2001)[1].
- Лучший карикатурист Союза карикатуристов Селангора и Федеральной территории (2002).

## Впечатление
Россем – карикатурист, который умеет проникнуть в суть события и перенести его в свои работы, заставляя людей задуматься и одновременно от души посмеяться» - Ризалман, художник 

## Публикации
- Konstabel Jabit (2 edisi) (Констебль Джабит). Kuala Lumpur: Utusan Publications, 1980.
- Panduan Melukis Kartun (Как рисовать карикатуры). Kuala Lumpur: Archipelago Publishers, 1987.
- Diari Seorang Konstabel (Дневник констебля). Kuala Lumpur: Penerbitan Keramat, 1989.
- Jenaka Sufi 1 & 2 (Суфийский юмор). Kuala Lumpur: Perniagaan Mawarku, 1993.
- Pen, Dakwat, Kertas (Перо, тушь, бумага). Kuala Lumpur : SAR Advertising Enterprise, [1998].
- Mencari kebenaran suatu dialog Islam-Kristian (В поисках истины: исламо-христианский диалог). Petaling Jaya : Persatuan Ulama' Malaysia, 1998 (совместно с K Bahauddin Mudhary)
- The lion king: pertarungan terakhir : kartun politik semasa (Король-лев: последнее столкновение: современные политические карикатуры). [Ampang, Selangor]: Pemuda, 1999.
- Mereka berkomentar tentang Anwar (Они говорят об Анваре). [Ampang, Selangor]: [Pemuda], [1999]
- Ku Li dijerat lagi (Ку Ли снова в ловушке). [Ampang, Selangor] : Penerbitan Pemuda, [1999]. (совместно с Ahmad Lutfi Othman).
- Menuju Jalan Allah (По дороге Аллаха) Kuala Lumpur: Penerbitan Synergymate Sdn. Bhd., 2002.
- Anakku, Kenalilah Allah (Сынок, познай Аллаха). Kuala Lumpur: Penerbitan Synergymate Sdn. Bhd., 2002.
- Mencari kebenaran (В поисках истины). Kuala Lumpur: Persatuan Ulama Malaysia, 2002 (издание на английском языке «Searching For The Truth»).

## Семья
Супруга — Мериа Мохаммед (малайск.  Meriah Mohammed ), семеро детей.